# Illja Popow
Illja Popow (ukrainisch Ілля Попов, englisch Illya Popov; * 17. September 2002) ist ein ukrainischer Leichtathlet, der sich auf den Sprint spezialisiert hat.

## Sportliche Laufbahn
Erste internationale Erfahrungen sammelte Illja Popow im Jahr 2023, als er bei den U23-Europameisterschaften in Espoo mit der ukrainischen 4-mal-100-Meter-Staffel mit 40,01 s im Vorlauf ausschied. Im Jahr darauf kam er mit der Staffel bei den Balkan-Meisterschaften in Izmir nicht ins Ziel und 2025 wurde er bei der 1. Liga der Team-Europameisterschaft in Madrid disqualifiziert. Anschließend gewann er bei den Balkan-Meisterschaften in Volos in 39,63 s die Bronzemedaille hinter den Teams aus Griechenland und der Türkei.
2024 wurde Popow ukrainischer Meister in der 4-mal-100-Meter-Staffel und 2025 wurde er Hallenmeister im 60-Meter-Lauf.

## Persönliche Bestzeiten
- 100 Meter: 10,43 s (+0,8 m/s), 8. August 2025 in Lwiw
  - 60 Meter (Halle): 6,75 s, 21. Februar 2025 in Kiew